# Nina Agdal
Nina Brohus Agdal (Hillerød, Selàndia; 26 de març de 1992) és una model danesa.

## Primers anys
Agdal va néixer el 26 de març de 1992 a Dinamarca, on va créixer a la ciutat de Hillerød.

## Trajectòria
Agdal va ser descoberta en un carrer de la seva ciutat natal. En no tenir experiència en el modelatge, va ingressar a la competició “Elite Model Look”. No va guanyar, però després va signar amb Elite Models Copenhagen i va continuar a l'escola fins als 18 anys. Després de graduar-se, es va mudar als Estats Units, on va establir la seva carrera com a model.
Després de modelar en l'edició de vestit de bany 2012 de Sports Illustrated, va ser guardonada com a Rookie of the Year ("Novata de l'any"). Actualment té contracte amb l'agència de models IMG Models.4
Entre les marques per a les quals ha treballat es troben: Billabong, Calzedonia, Carl's Jr, Style Cover, Delia, Ells, Frederick's of Hollywood, Garatge, Gosh, JC Penney, Leonisa, L*Space, Bagno Maaji, Macy's, Mimic, Naf Naf, Nelly, New Yorker, Playlife, délla Petite Aagaard, Pink Victoria's Secret i Cerveza Cristal.